# 小行星1500
小行星1500（1500 Jyväskylä）是一颗主带小行星，是爾約·維薩拉在1938年10月16日于图尔库发现的。
該小行星以芬兰的城市于韦斯屈莱命名。